# Govindapur, Indi
Govindapur là một làng thuộc tehsil Indi, huyện Bijapur, bang Karnataka, Ấn Độ.